# The Doors
The Doors là ban nhạc rock huyền thoại của Mỹ, được thành lập năm 1965 ở Los Angeles, California, bởi ca sĩ Jim Morrison, keyboard Ray Manzarek, guitar Robby Krieger, và tay trống John Densmore. The Doors dẫn đầu trong số các band nhạc gây nhiều tranh cãi nhất trong thập niên 60 bởi sự hoang dã, những ca từ khó hiểu, và những hành vi không thể đoán trước trên sân khấu của Jim Morrison. Sau khi Morrison mất vào năm 1971, ba thành viên còn lại đã tiếp tục duy trì ban nhạc cho đến khi giải thể vào năm 1973.
Dù chỉ tồn tại 8 năm, The Doors vẫn nhận được sự tôn sùng của công chúng cũng như chiếm được vị trí có tầm ảnh hưởng trong ngành âm nhạc. Theo RIAA, họ đã bán được 32.5 triệu album chỉ riêng tại Hoa Kỳ.

## Lịch sử

### 1965-1968

#### Những ngày đầu tiên
Vào tháng 7-1965, 2 sinh viên trường đại học UCLA (University of California, Los Angeles) là Jim Morrison và Ray Manzarek đã có cơ hội gặp mặt nhau tại bãi biển Venice, California. Morrison nói với Manzarek "Trong đầu tôi đang nảy ra những giai điệu rock and roll tuyệt vời, và với sự cổ vũ của Manzarek, anh đã hát thử ca khúc Moonlight Driver. Rất ngưỡng mộ trước ca khúc này của Morrison, Mazarek đã rủ anh thành lập 1 ban nhạc.
Trong lúc đó thì Mazarek đang chơi cho ban nhạc Rick & the Ravens cùng với 2 người anh trai, còn tay trống John Densmore cũng đang ở một ban nhạc khác, The Psychedelic Rangers. Hai người biết đến nhau qua lớp dạy thiền. Vào tháng 8, John đã gia nhập nhóm cùng Mazarek cùng Jim. Trong cùng tháng, ban nhạc tuyển thêm tay guitar Robby Krieger, và phần còn lại, như tất cả mọi người đã biết, là lịch sử. Mọi người đã thống nhất lấy tên The Doors để đặt tên cho ban nhạc. Xuất phát của cái tên độc đáo này chính là từ một dòng trong bài The Marriage of Heaven and Hell của nhà thơ người Anh William Blake.
Vào năm 1966, ban nhạc thường trình diễn ở câu lạc bộ London Fog, và sau đó chuyển vào hộp đêm Whiskey A Go Go. 

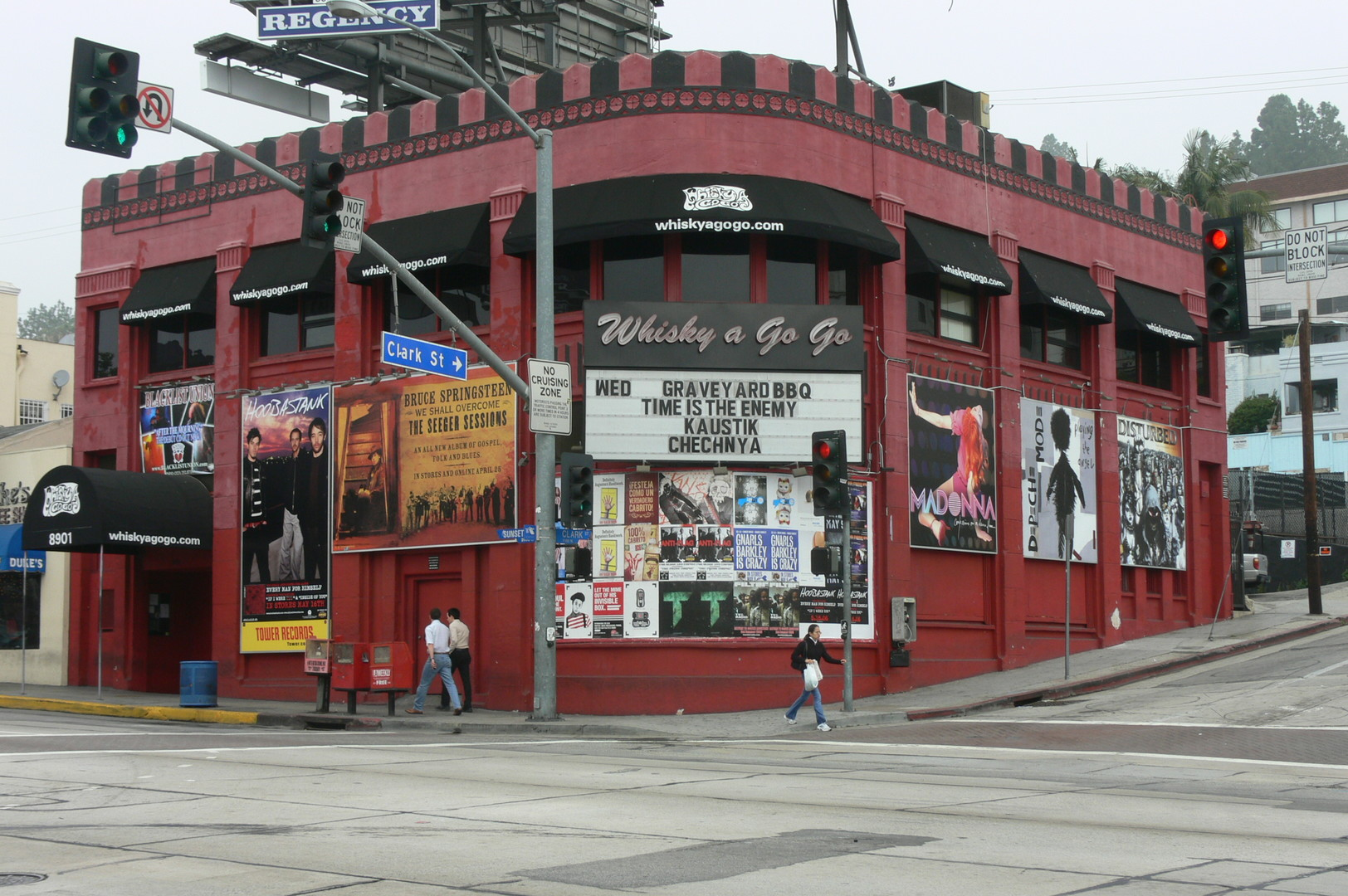
Hộp đêm Whiskey A Go Go, 8901 W. Sunset Blvd., W. Hollywood, CA.

 Ngày 8-10, Jac Holzman, giám đốc hãng ghi âm Elecktra, đã nhận ra tài năng của The Doors, và ký với ban một hợp đồng ghi âm vào ngày 18-8. Tuy nhiên, sau một thời gian thì Whiskey A Go Go đã cấm ban nhạc trình diễn ở đây, sau lần trình diễn siêu phẩm The End. Trong The End, Jim đã kể lại câu chuyện về vua Oedipus theo những ý tưởng quái gở của anh, rằng Oedipus đã giết cha và quan hệ tình dục với mẹ hắn. Tuy nhiên, về sau, The End đã được tạp chí Rolling Stones đánh giá là bài hát thứ 328 trong Top 500 bài hát vĩ đại nhất mọi thời đại.

#### Album Debut
Album mang tên ban nhạc, The Doors được phát hành vào tuần đầu tiên của tháng 1-1967. Các bài hát được ghi âm tại phòng thu Sun Set Recording, từ ngày 24 đến 31 tháng 8-1966. Cùng với sự phát hành, ban nhạc còn giới thiệu 2 đĩa đơn là "Break On Through (To the Other Side)" và "Light My Fire". Riêng "Light My Fire" là đĩa đơn đầu tiên do hãng Elektra phát hành đạt hạng một trên top Billboard, và bán được hơn một triệu bản. Đĩa đơn này còn được lọt vào Top 100 Solo guitar hay nhất thế kỉ 20 do tạp chí Guitar World công bố.

#### Xuất hiện trên truyền hình
Vào ngày 25-8-1967, The Doors lần đầu tiên xuất hiện trên truyền hình Mỹ trong loạt chương trình Malibu U, biểu diễn ca khúc Light My Fire. Tuy nhiên lần quay này không được đánh giá cao và nhanh chóng bị quên lãng, cho đến khi ban xuất hiện trong show Ed Sullivan, mọi người mới chú ý tới ban.
Vào tháng 5-1967, The Doors được khán giả quốc tế biết đến qua việc ghi âm ca khúc The End cho hãng Canadian Broadcasting Corporation (CBC) tại O'Keefe Centre, Toronto.
Ngày 24-12, ban nhạc thu âm sống hai ca khúc "Light My Fire" và "Moonlight Drive" cho chương trình Jonathan Winters Show. Từ ngày 26 đến ngày 28, họ tiếp tục trình diễn ở Winterland Ballroom, San Francisco. Sau đó, họ lại chơi ở Denver trong hai ngày 30, 31 tháng 12. Kết thúc năm cũ, và một năm mới đầy hứa hẹn đang đến với The Doors.

#### Strange Days
The Doors đã dành nhiều tuần liền trong SunSet Studios để ghi âm album thứ hai của ban, "Strange Days", với những kĩ thuật ghi âm tân tiến. Album này khá thành công về mặt doanh thu và xếp thứ ba trong Top Billboard.

#### Rắc rối tại New Haven
Vào ngày 9-12-1967, The Doors diễn 1 show tại sân New Haven, thuộc New Haven, tiểu bang Connecticut. Show diễn này đã kết thúc bằng việc Jim bị cảnh sát địa phương bắt giữ.
Lý do tại sao Jim bị bắt cho đến ngày nay vẫn chưa rõ ràng. Tuy nhiên mọi người tin rằng anh đã gặp một cặp tình nhân trong nhà vệ sinh, và đang quấy rối họ thì một viên sĩ quan cảnh sát xuất hiện. Trên sân khấu, Jim vẫn dùng những lời lẽ tục tĩu để nói với khán giả, giải thích vụ việc vừa xảy ra trong nhà vệ sinh và xem thường cảnh sát. Anh đã bị tóm và kéo khỏi sân khấu. Một cuộc biểu tình xảy ra, mọi khán giả đều đổ ra đường phố. Sau đó Jim bị đưa về đồn, chụp ảnh và bị phạt tiền vì các thiệt hại do vụ lộn xộn gây ra.
Sau này Jim đã nói lại vụ việc này qua bài hát "Peace Frog", album "Morrion Hotel" năm 1970. Lời bài hát có một đoạn như sau:"Blood in the streets in the town of New Haven."

#### Waiting for the Sun
Việc thu âm và phát hành album thứ ba thật căng thẳng và khó khăn. Thời gian này Jim đang chìm trong rượu và thuốc lá, còn nhà sản xuất Paul Rothchild thì đã bác bỏ dự án "The Celebration of the Lizard" của Jim vì cho rằng nó không thể thu về doanh thu lớn. Tuy nhiên, ban nhạc vẫn diễn rất nhiều show ngoài trời, gây ra nhiều vụ ẩu đả điên cuồng giữa khán giả và cảnh sát, đặc biệt là tại Chiagaco Colesium ngày 5-10.
Cũng trong thời gian này, có thể nói các thành viên đã cạn kiệt cảm hứng sáng tác, và họ đang đi tìm chất liệu mới cho những sáng tác của mình. Chính vì vậy, "Waiting For The Sun" đã trở thành album hay nhất của ban nhạc. Đĩa đơn "Hello, I Love You" là đĩa thứ hai và cuối cùng xếp hạng 1 của The Doors tại Mỹ.
Năm 1968 đã có một cuộc tranh cãi về bản quyền bài hát "Hello, I Love You" khi giới báo chí chỉ ra một đoạn nhạc trong bài khá giống với "All Day and All of the Night" của The Kinks. Bản thân các thành viên của The Kinks cũng đồng ý với nhận xét này, và tay guitar Dave Davies thường thêm đoạn "Hello, I Love You" vào bài hát "All Day and All of the Night" khi biểu diễn với ý châm biếm The Doors.
The Doors bay tới Anh, lần đầu tiên họ diễn ở phạm vi ngoài Bắc Mỹ. Ban nhạc đã tổ chức một buổi họp báo tại thư viên ICA, Luân Đôn và biểu diễn một buổi tại nhà hát The Roundhouse. Buổi diễn này đã được truyền hình trực tiếp trong chương trình "The Doors Are Open" của hãng Granada Tivi. Sau đó, The Doors biểu diễn thêm vài ngày nữa tại châu Âu cùng Jefferson Airplane. Có một show thật đáng nhớ, vì trong khi đang hát, Jim đã gục ngã trên sâu khấu bởi sự lạm dụng quá đáng rượu và thuốc phiện.
Ban nhạc bay về Mỹ, diễn thêm khoảng 9 show nữa rồi tập trung ghi âm album thứ tư của họ. Năm đó kết thúc với sự thành công vang dội của đĩa đơn "Touch Me", được phát hành vào tháng 12-1968, và đạt vị trí số 3 trong bảng xếp hạng Mỹ.

### 1969-1973

#### Sự cố tại Miami
Một show diễn của The Doors ngày 3-1-1969, tại sân vận động Dinner Key Auditorium, Miami, Florida, Jim đã gây ra một loạt vụ việc tai tiếng. Jim đã la hét thách thức, chửi rủa khán giả, và nói những lời ngông cuồng. Trong cuộc hỗn loạn đã xảy ra vài hành động quá khích, như Jim đã tụt quần ra và hướng dương vật của mình về phía khán giả.
Đầu tiên, hành động này chỉ được coi như những hành vi quá khích của Jim, cũng như là các nghệ sĩ rock khác. Tuy nhiên, sau khi một bản báo cáo về buổi diễn được công bố, thì chỗ kín của Jim đã làm nên một "hiệu ứng bóng tuyết" trong làng giải trí. Vào ngày 3-5, một lệnh bắt Jim vì tội khiêu dâm tục tĩu đã được ban hành, và các show diễn sau đều phải hủy bỏ.
The Doors chỉ xuất hiện lại với buổi ghi hình đặc biệt của hãng PBS vào cuối tháng tư. Họ đã biểu diễn các bài hát trong album sắp phát hành, "The Soft Parade".
Ban nhạc tiếp tục lưu diễn với sự xuất hiện tại nhà hát Chicago Auditorium Theater vào ngày 14-6. Họ tiếp tục diễn ở Hollywood vào ngày 21 và 22-7. Vào thời kì này, Jim bắt đầu để râu, mặc trang phục hippie, đeo kính màu và luôn ngồi trên một chiếc ghế đẩu khi biểu diễn. The Doors cũng góp phần khai mạc và bế mạc show diễn Toronto Rock and Roll Revival
Khi bế mạc show diễn, Jim hát siêu phẩm "The End" và nói với khán giả rằng anh rất vinh dự khi được đứng cùng sân khấu với một loạt các thiên tài âm nhạc như Eric Clapton, Chuck Berry, John Lennon, Little Richard,...

#### The Soft Parade
Album thứ tư, "The Soft Parade", được phát hành vào tháng 6-1969, có chứa âm hưởng nhạc Pop và sử dụng cả kèn, khác xa so với chất nhạc ban đầu của The Doors. Đĩa đơn "Touch Me" còn có sự cộng tác của nghệ sĩ thổi kèn Curtis Amy.
Trong thời kì này, Jim càng ngày càng uống nhiều rượu, khiến anh không thể hát và sáng tác trong phòng thu. Sự việc này kéo dài, chi phí để duy trì phòng thu tăng lên theo cấp số nhân, khiến The Doors trên bờ sụp đổ.
Tuy nhiên, bất chấp những hành vi bất thường của Jim, những đòi hòi về kĩ thuật ghi âm mới, The Soft Parade vẫn được phát hành và thật sự thành công về doanh thu. "Touch Me", "Tell All The People", "Wild Child", "Shaman's Blues" đều là những ca khúc đáng nhớ với phần ca từ và guitar thật tuyệt vời.

#### Morrison Hotel
Tháng 11-1969, Jim tự khiến mình gặp rắc rối khi đã uống rượu quá chén và chống lại nhân viên hàng không trong chuyến bay tới bang Phoenix, Azirona để xem The Rolling Stones biểu diễn. Cho đến tận tháng 4 Jim mới được tha bổng khi diễn viên người Mỹ Tom Baker được bảo lãnh, và bảo rằng Jim là bạn đồng hành anh ta.
Sau khi Jim được tha, ban nhạc chơi 2 đêm liền tại The Felt Forum, New York và nhận được sự cổ vũ rất nhiệt tình.
Album thứ năm, "Morrison Hotel", với bài hát mở đầu "Roadhouse Blues" đã mang âm hưởng hard rock xuyên suốt album. Morrison Hotel có vài sự đổi mới mà trước đây The Doors chưa bao giờ có, đó là các bài hát kỉ niệm và những bàn tình ca nhẹ nhàng. Album đã xếp hạng 4 tại Mỹ. 
Dave Marsh, chủ biên tạp chí Creem đã nói:"Đây là album Rock and Roll tuyệt vời nhất mà tôi từng nghe. Khi The Doors tập trung, họ là số một. Tôi chắc chắn rằng đây là album hay nhất tôi từng nghe...", tạp chí Rock Magazine "không còn nghi ngờ gì nữa, đây là album hay nhất của họ cho đến nay". Album này cũng đánh dấu sự quay trở lại của Jim trong việc sáng tác chính.
Sau sự thành công của Morrison Hotel và một loạt show diễn để quảng cáo cho album, Jim phải ra hầu tòa tại phiên tòa ở Miami.